# Stentjärnen (Degerfors socken, Västerbotten, 713842-168945)
Stentjärnen är en sjö i Vindelns kommun i Västerbotten och ingår i Umeälvens huvudavrinningsområde. Sjön har en area på 0,088 kvadratkilometer och ligger 263,1 meter över havet. Sjön avvattnas av vattendraget Storkvarnbäcken.

## Delavrinningsområde
Stentjärnen ingår i det delavrinningsområde (713771-168982) som SMHI kallar för Inloppet i Lill-Sandsjön. Medelhöjden är 280 meter över havet och ytan är 3,29 kvadratkilometer. Det finns ett avrinningsområde uppströms, och räknas det in blir den ackumulerade arean 10,54 kvadratkilometer. Storkvarnbäcken som avvattnar avrinningsområdet har biflödesordning 4, vilket innebär att vattnet flödar genom totalt 4 vattendrag innan det når havet efter 122 kilometer. Avrinningsområdet består mestadels av skog (76 procent) och sankmarker (20 procent). Avrinningsområdet har 0,09 kvadratkilometer vattenytor vilket ger det en sjöprocent på 2,7 procent.